# Niwelator

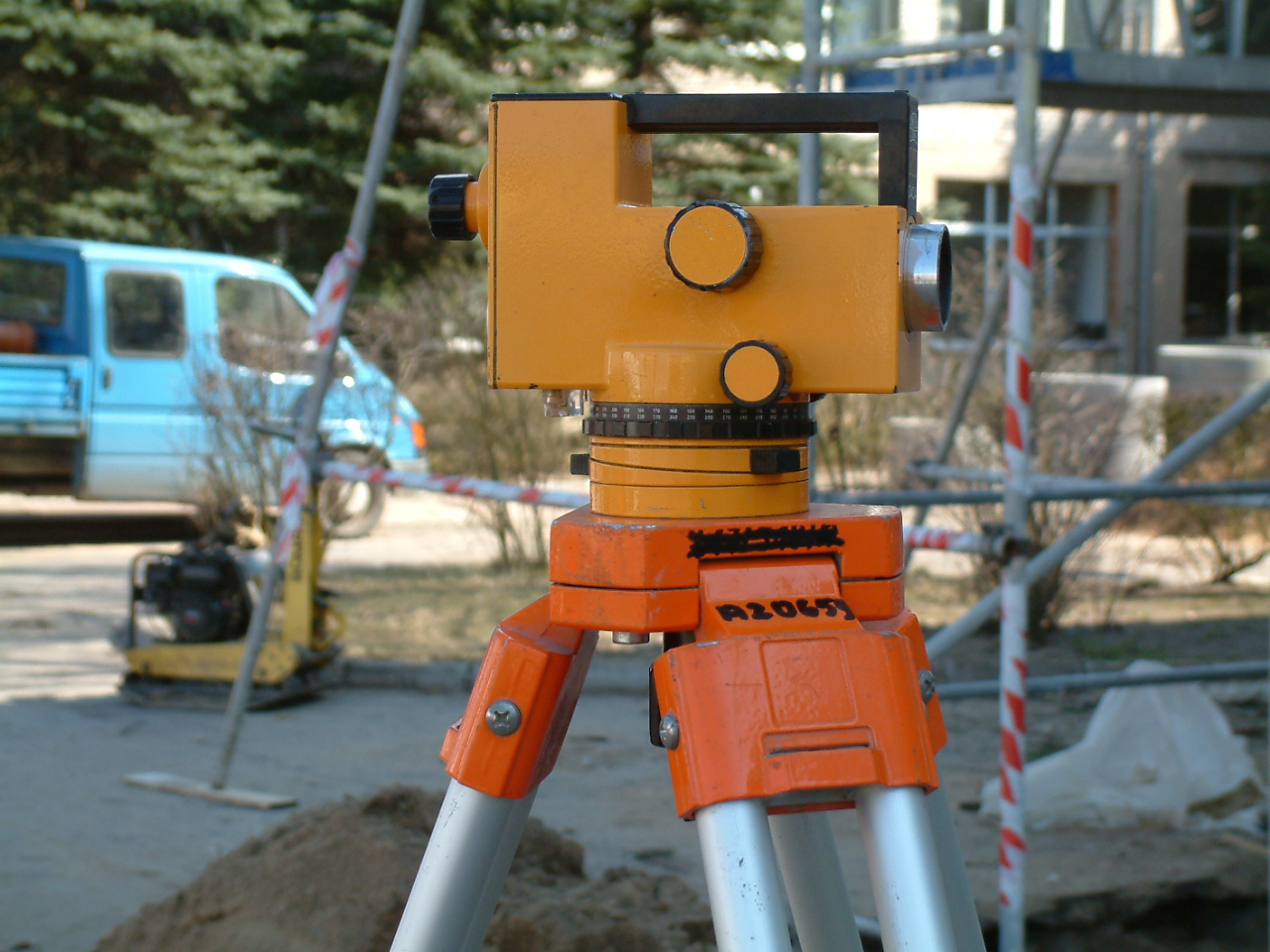
Niwelator "automatyczny" Ni 020A firmy Carl Zeiss na statywie

Niwelator – instrument geodezyjny, umożliwiający pomiar różnicy wysokości (niwelacji) pomiędzy punktami pomiarowymi.
Najczęściej niwelatora używa się wraz z trójnogim statywem, na którym montuje się go za pomocą śruby. Po zgrubnym spoziomowaniu niwelatora (czyli doprowadzeniu jego osi głównej do położenia pionowego przy pomocy libelli okrągłej "pudełkowej") w niwelatorach libellowych trzeba ręcznie spoziomować rurkową libellę niwelacyjną. W niwelatorach automatycznych końcowe poziomowanie osi celowej lunety odbywa się przy pomocy kompensatora. Przy wykorzystaniu łat geodezyjnych, ustawionych pionowo na punktach terenowych – pikietach, wykonywane są odczyty. Różnica odczytów z łat geodezyjnych określa różnicę wysokości między punktami terenowymi.

## Historia
Znaną i cenioną polską firmą, produkującą od początku XIX wieku, sprzęt optyczny, między innymi niwelatory, było przedsiębiorstwo Gustawa Gerlacha G. Gerlach w Warszawie. Przed i po II wojnie światowej produkcją sprzętu geodezyjnego zajmowały się w Polsce Polskie Zakłady Optyczne (PZO).
Niwelatory stosowane w pomiarach geodezyjnych do lat 70. XX wieku dawały w lunecie obraz odwrócony. Fakt ten był przyczyną używania w czasie tych pomiarów łat niwelacyjnych z podziałem naniesionym "do góry nogami" (podział odwrócony), co niejednokrotnie prowadziło do wielu nieporozumień i błędów, zwłaszcza wśród osób rozpoczynających naukę miernictwa (geodezji stosowanej).

## Podział
- libellowe – przestarzałej konstrukcji, praktycznie już nie wykorzystywane, przed wykonaniem każdego pojedynczego odczytu z łaty należy dodatkowo poziomować oś celową lunety przy użyciu libelli kolimacyjnej;
- automatyczne (samopoziomujące) – obecnie bardzo powszechne, wyposażone w automatyczny kompensator osi celowej zamiast ręcznie obsługiwanej libelli niwelacyjnej;
- laserowe – realizujące oś poziomą poprzez wysyłanie widzialnej wiązki laserowej, w wersji rotacyjnej – wirujący promień lasera realizuje w przestrzeni powierzchnię poziomą;
- kodowe (cyfrowe) – umożliwiające automatyczne wykonanie odczytu z łat posiadających kod kreskowy.

## Budowa

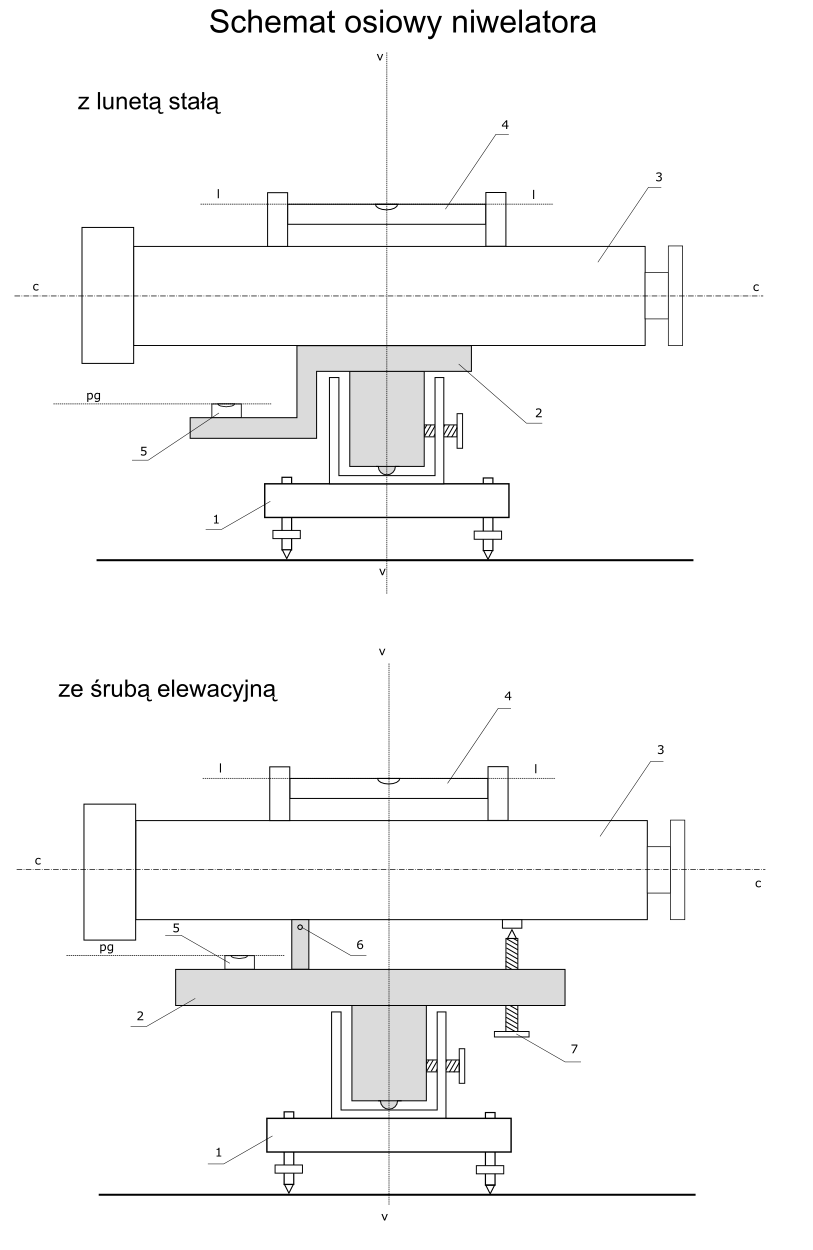
Schemat osiowy niwelatora z lunetą stałą i ze śrubą elewacyjną.
1 – spodarka
2 – alidada
3 – luneta geodezyjna
4 – libella niwelacyjna
5 – libella okrągła
6 – pozioma oś obrotu zespołu luneta-libella niwelacyjna
7 – śruba elewacyjna
cc – oś celowa lunety
vv – pionowa oś główna instrumentu (oś obrotu alidady)
ll – oś libelli niwelacyjnej
pg – płaszczyzna główna libelli okrągłej

### Niwelatory libelowe (libellowe)
- z lunetą stałą (np. Ni 30/20):
  - spodarka, dolny, nieruchomy, trójkątny lub okrągły element, zawierający trzy gniazda śrub ustawczych (lub pierścienie klinowe) i tuleję, w której obraca się oś alidady; spodarka jest przykręcana do statywu przy pomocy śruby sercowej;
  - alidada, część ruchoma, obracająca się względem spodarki; w niektórych instrumentach posiada urządzenia odczytowe pozwalające wykonać pomiar kąta poziomego – z limbusu;
  - luneta, składająca się z obiektywu, wewnętrznej soczewki ogniskującej, płytki ogniskowej, na której znajduje się celowniczy krzyż kresek oraz z okularu;
  - libella niwelacyjna (rurkowa) o przewadze 25" do 30";
  - libella okrągła zwykle o przewadze 10', mocowana na alidadzie lub w korpusie zespołu lunety i libelli niwelacyjnej.

- ze śrubą elewacyjną (np. Ni41 i Ni42 produkcji PZO, Ni71):
  - spodarka;
  - alidada;
  - luneta;
  - libella niwelacyjna;
  - libella okrągła;
  - dodatkowy mechanizm elewacyjny, pozwalający nadawać zespołowi lunety i libelli niewielkie kąty pochylenia w płaszczyźnie pionowej, a tym samym za pomocą śruby elewacyjnej ustawiać pęcherzyk libelli niwelacyjnej w górowaniu;
  - opcjonalnie koło poziome, umożliwiające wykorzystanie instrumentu w niwelacji metodą punktów rozproszonych.

### Niwelatory automatyczne

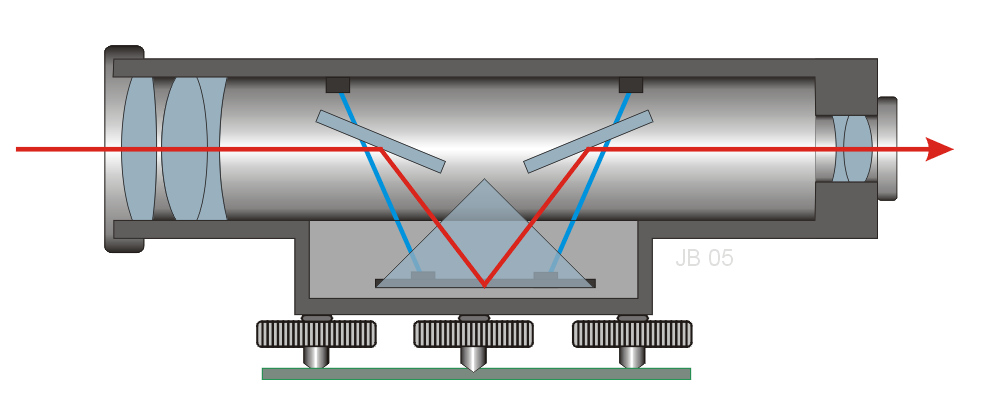
Schemat budowy niwelatora automatycznego

(np. Ni025, Ni020A, Koni007 – firmy Zeiss, C40 – Sokkia)
W instrumentach tych brak libelli niwelacyjnej, mają za to specjalny układ mechaniczno-optyczny, zwany kompensatorem, którego główną częścią jest wahliwy pryzmat. Kompensator utrzymuje poziomy przebieg osi celowej przy niewielkich (do ok. 0,05 stopnia) odchyleniach instrumentu. Dzięki temu wystarcza, że obserwator wstępnie spoziomuje instrument według wskazań libelli pudełkowej – kompensator "zajmuje się resztą", utrzymując oś celową w poziomie. Uwalnia to obserwatora od precyzyjnego poziomowania lunety po każdej zmianie kierunku celowania, i tym samym znacznie przyspiesza prace w terenie.

## Niwelator a teodolit
Niwelator stosuje się do pomiaru różnic wysokości, natomiast teodolit służy do pomiarów kątów poziomych i pionowych. Niwelator może obracać się tylko w płaszczyźnie poziomej (wokół swojej pionowej osi), z kolei teodolit obraca się zarówno w płaszczyźnie poziomej (wokół osi pionowej) jak i w płaszczyźnie pionowej (wokół osi poziomej). Niwelatory ze śrubą elewacyjną posiadają możliwość niewielkiego pochylenia lunety w płaszczyźnie pionowej. 